# Mr. Sun
Mr. Sun is een studioalbum van The Winter Tree, een wisselend gezelschap rondom multi-instrumentalist Andrew Laitres. Onder de musici bevond zich een aantal, die eerder op de achtergrond met andere bekende bands hadden meegespeeld. De band, vernoemd naar een lied van Renaissance, speelde progressieve rock.

## Musici
- Andrew Laitres – alle muziekinstrumenten behalve
- Alistair Gordon (speelde met Tony Banks en Sad Café – zang (1)
- Neil Taylor (speelde met Tears for Fears en Chris de Burgh) – gitaar (1, 3, 4, 6, 9)
- Tom DuPree III – slagwerk (1, 3, 4, 5, 6, 8, 10)
- Megan Grosz – zang (2)
- Steve Pigott (speelde met Rod Stewart, Celine Dion, Barclay James Harvest, 10cc en Sad Café) – toetsinstrumenten, percussie (2, 3, 4, 11)
- Justin James – zang (3, 8, 10)
- Mark Bond – gitaar (5)
- Neil Whitford – gitaar (8, 10)

## Muziek
| Nr. | Titel                        | Duur |
| --- | ---------------------------- | ---- |
| 1.  | Mr. Sun                      | 4:50 |
| 2.  | Distant star                 | 5:37 |
| 3.  | Bobby                        | 6:38 |
| 4.  | Shine                        | 4;22 |
| 5.  | Master of illusion           | 2:40 |
| 6.  | Endless highway              | 4:13 |
| 7.  | Ceylon sailor                | 3:17 |
| 8.  | Blue world                   | 4:18 |
| 9.  | The future was here          | 5:17 |
| 10. | Travelers                    | 4:00 |
| 11. | Distant star (instrumentaal) | 5:35 |